# Harmsdorf, Lauenburg
Harmsdorf är en kommun och ort i Kreis Herzogtum Lauenburg i förbundslandet Schleswig-Holstein i Tyskland.
Kommunen ingår i kommunalförbundet Amt Lauenburgische Seen tillsammans med ytterligare 24 kommuner.